# Лавр (Березовський)
Єпископ Лавр, (в миру Орест Вікторович Березовський, нар. 28 січня 1986, с. Коритне, Вижницький район, Чернівецька область, Українська РСР, СРСР) — архієрей УПЦ МП, єпископ. За даними OSINT-розслідування групи Molfar є громадянином Росії.

## Біографія
Тезоіменитство — 18 серпня (31 серпня) в день пам'яті мучеників Флора і Лавра.
Народився у 1986 році в с. Коритне Вижицького району Чернівецької області, з якого походить настоятель УПЦ (МП) митрополит Онуфрій (Березовський). Був хрещений у лютому того ж року в церкві в ім'я святителя Миколая, архієпископа Мир Лікійських, в рідному селі.
2003 року закінчив Коритнянську загальноосвітню школу I–III ступенів. Надалі (2004–2009 роки) навчався в Московській духовній семінарії. Після закінчення семінарії навчався в Київській духовній академії з 2009 по 2013 рік. За роботу на тему «Резиденція митрополитів буковинських в XIX—XX століттях. Історія та архітектура» йому було присвоєно ступінь кандидата богослов'я.
2013—2015 роки — різні послухи в Чернівецько-Буковинській єпархії УПЦ (МП).
Грудень 2015 року зарахований до числа братії Києво-Печерської лаври.
24 березня 2016 року митрополитом Онуфрієм пострижений у ченці з ім'ям Лавр на честь мученика Лавра Іллірійського. 3 квітня 2016 року висвячений у сан ієродиякона, а 12 березня 2017 року — у сан ієромонаха.
11 липня 2017 року став настоятелем Хрестового храму на честь свт. Миколая при резиденції настоятеля УПЦ (МП) в Києво-Печерській лаврі.
З 24 березня 2019 року — архімандрит.
18 березня 2020 року синод УПЦ (МП) обрав Лавра єпископом Ірпінським, вікарієм Київської Митрополії (Журнал № 16). Наречення в єпископа Ірпінського відбулося 20 березня 2020 року в Свято-Троїцькому Хрестовому домовому храмі при резиденції настоятеля УПЦ (МП) в Свято-Пантелеімонівському жіночому монастирі у Феофанії м. Києва. На наступний день (21 березня 2020 року) в тому ж храмі за Божественною літургією відбулася єпископська хіротонія, яку очолив митрополит Київський і всієї України Онуфрій у співслужінні митрополитів Вишгородського Павла, Бориспільського Антонія і Чернівецького Мелетія; архієпископів Яготинського Серафима і Банченського Лонгина; а також єпископів Шепетівського Євсевія, Хотинського Веніаміна, Баришівського Віктора, Білогородського Сильвестра і Петропавлівського Андрія.

## Нагороди
- подвійний орар (28.8.2016)
- палиця (4.3.2018)
- хрест з прикрасами (19.12.2018)